# 華城市庁駅
華城市庁駅（ファソンシチョンえき）は大韓民国京畿道華城市に位置する韓国鉄道公社（KORAIL）の駅である。

## 歴史
- 2024年11月2日：開業[2]。

## 隣の駅
韓国鉄道公社
西海線
西華城駅 - 華城市庁駅 - 郷南駅